# 大邱広域市無形文化財
大邱広域市無形文化財（テグこういきし むけいぶんかざい）は、大韓民国の文化遺産保護制度で、市道指定文化財の一つ。上位の国家指定文化財に指定されていない無形文化財の中で保存価値が認められるものを対象として大邱市が条例により指定する。

## 大邱広域市無形文化財一覧
| 番号    | 登録名       | 所在地 |
| ------- | ------------ | ------ |
| 第001号 | 狐山農楽     | 寿城郡 |
| 第002号 | ナルモェ鼓舞 | 西区   |
| 第003号 | 旭水農楽     | 寿城郡 |
| 第004号 | 天王メギ     | 西区   |
| 第005号 | 歌曲         | 東区   |
| 第006号 | 嶺制時調     | 達西郡 |
| 第007号 | 公山農謡     | 東区   |
| 第008号 | パンソリ     | 南区   |
| 第009号 | サルプリ     | 東区   |
| 第010号 | 小木の匠     | 東区   |
| 第011号 | 荷香酒       | 達城郡 |
| 第012号 | 大鼓の匠     | 北区   |
| 第013号 | 象嵌入糸の匠 | 中区   |
| 第014号 | 丹青の匠     | 南区   |
| 第015号 | 毛筆の匠     | 達西郡 |
| 第016号 | 達城河浜野歌 | 達城郡 |